# Buschsiepen
Buschsiepen ist eine Hofschaft in Radevormwald im Oberbergischen Kreis im nordrhein-westfälischen Regierungsbezirk Köln in Deutschland.

## Lage
Buschsiepen liegt im Südosten von Radevormwald unmittelbar an der Stadtgrenze zu Halver. Die Nachbarorte sind Ober-Buschsiepen, Felsenbeck, Kottmannshausen, Obergraben und Untergraben. Der Ort ist über die Bundesstraße 229 zu erreichen. In der Ortschaft Eich biegt eine Straße ab, die über Hahnenberg und Weyer nach Buschsiepen führt.
Östlich von Buschsiepen verlaufen der Felsenbach, der teilweise den Grenzbach von Radevormwald nach Halver darstellt, und der Buschsiepen. Beide Gewässer münden in die südöstlich des Ortes verlaufende Bever.

## Geschichte
1514 wurde der Ort das erste Mal urkundlich in „Kirchenrechnungen“ erwähnt.
Schreibweise der Erstnennung: Bussypen

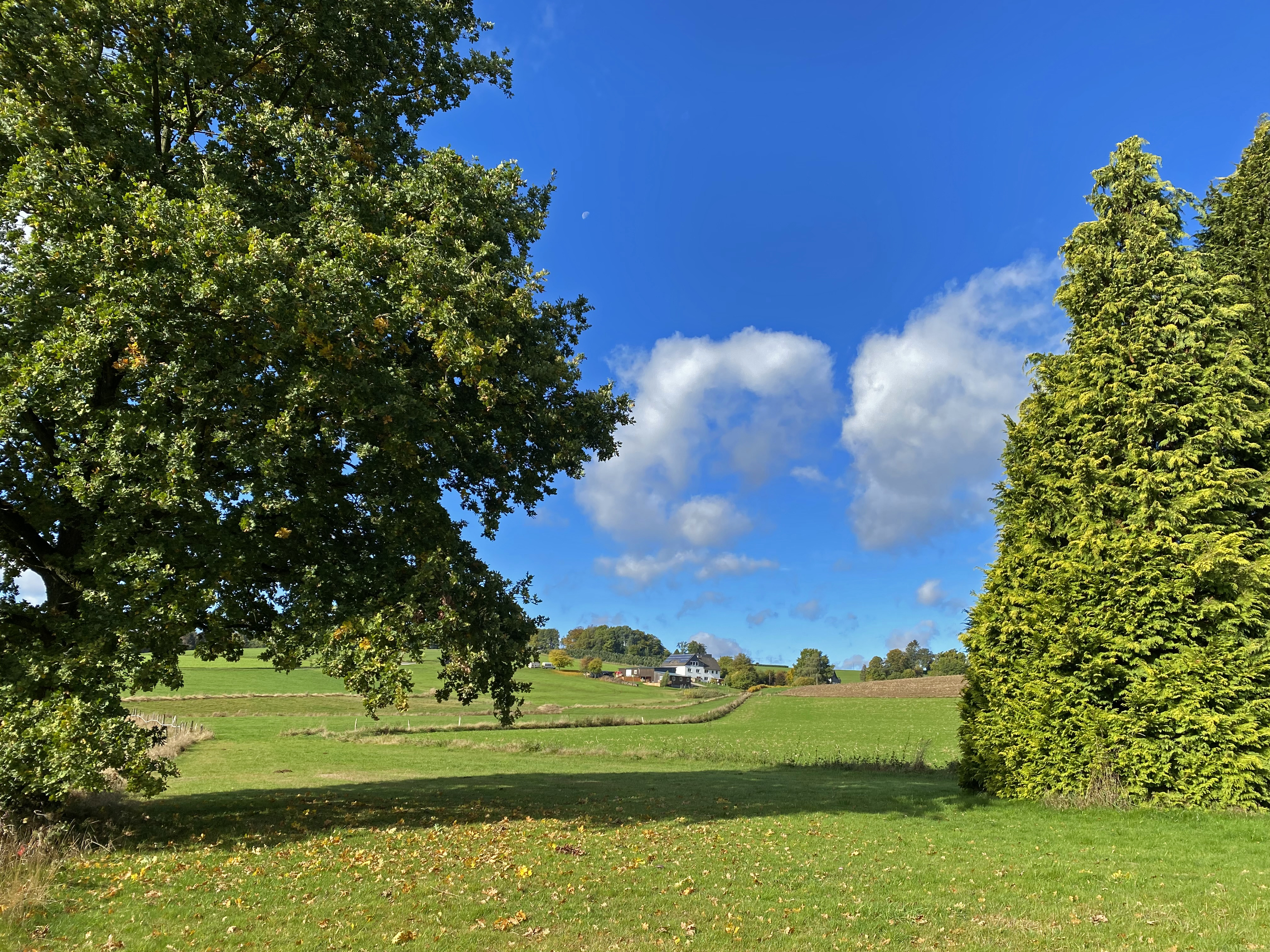
Buschsiepen
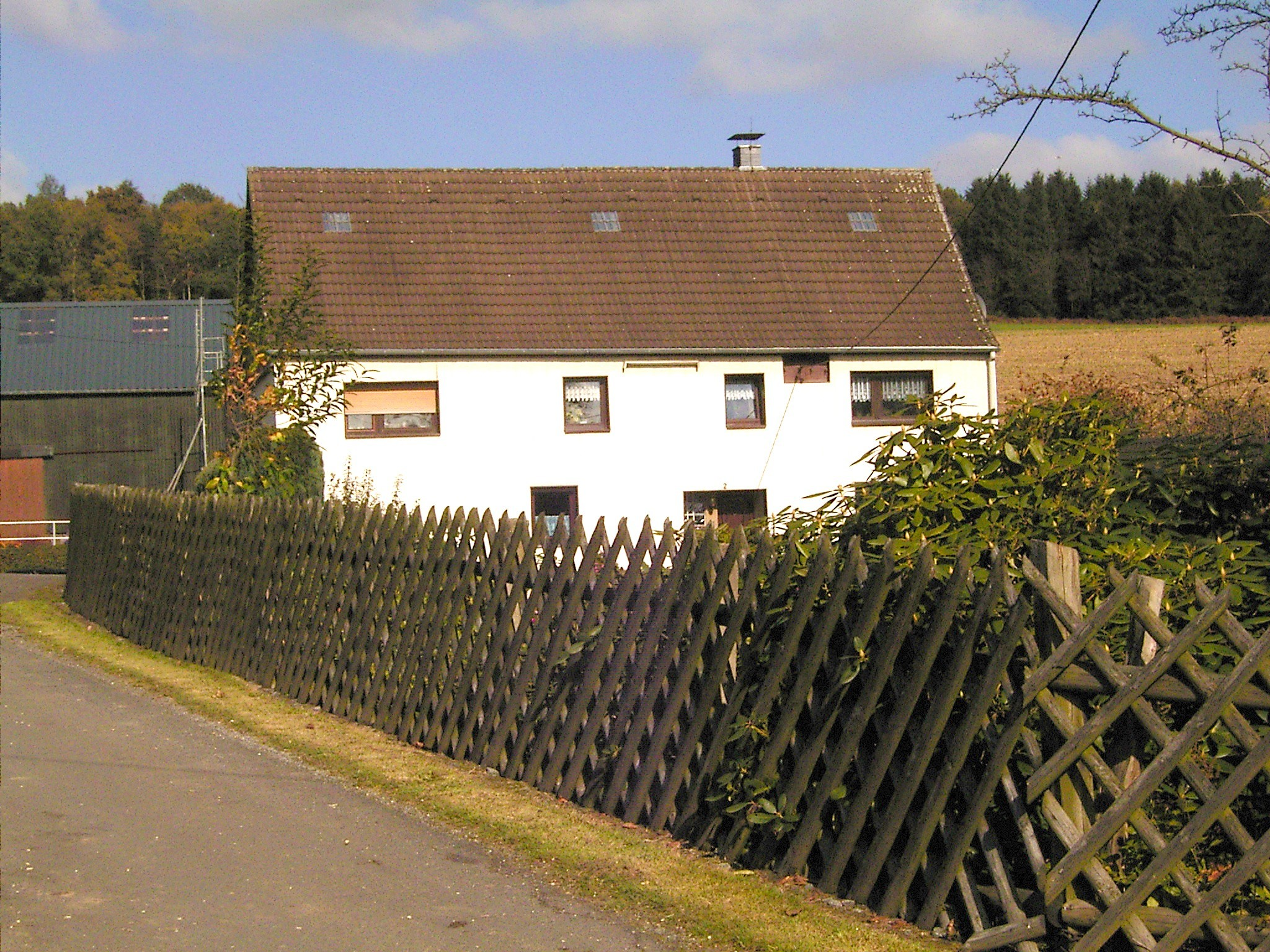
Buschsiepen
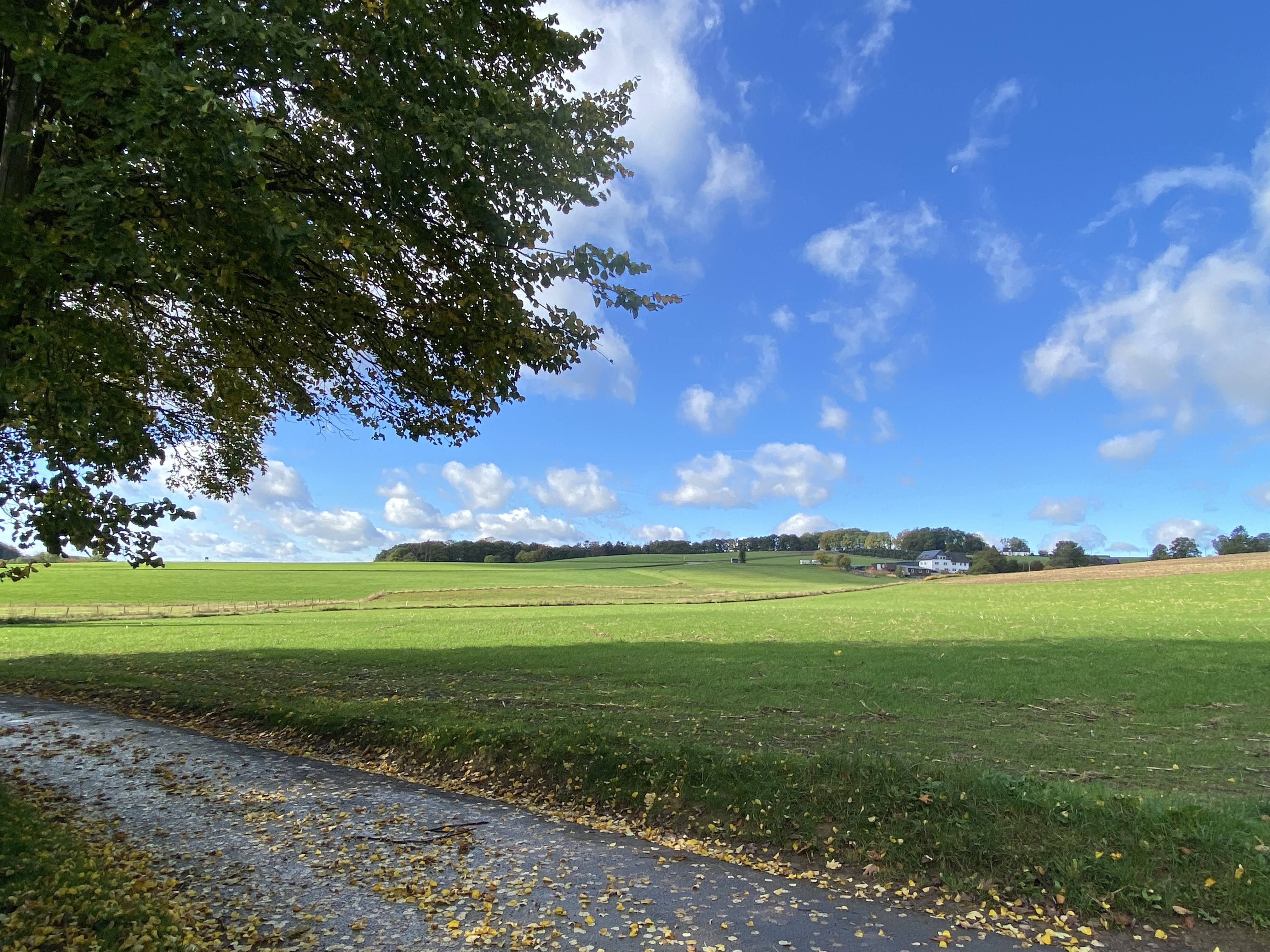